# Воробей, Владимир Вацлавович
Владимир Вацлавович Воробей (род. 9 января 1956, Молотов) — советский актёр кино.

## Биография
Родился 9 января 1956 года в городе Молотове, ныне — Пермь. После съёмок в кино пытался поступить во ВГИК и в ГИТИС, но провалился.
Окончил филфак ПГУ и сразу возглавил студенческий клуб политехнического вуза.
Работал корреспондентом вузовской газеты «Ленинец», затем — художественным руководителем и директором студенческого клуба.
Наиболее известен по ролям Ивана Семёнова в фильме «Три с половиной дня из жизни Ивана Семёнова — второклассника и второгодника» (1966), снятом в Перми по мотивам книги Льва Давыдычева «Многотрудная, полная невзгод и опасностей жизнь Ивана Семёнова, второклассника и второгодника», а также Мишки Додонова в фильме «Ташкент — город хлебный», снятом в 1968 году на киностудии «Узбекфильм» режиссёром Шухратом Аббасовым по мотивам одноимённой повести Александра Неверова.
Также снимался в пермском художественно-документальном фильме «Аллюр два креста, или Гайдар в Перми», где исполнил роль беспризорника, а его партнёром в роли Гайдара был Пётр Вельяминов. Фильм был снят по произведениям, написанным Гайдаром в городе Перми.
В 1972 году был утверждён на роль младшего брата в фильме Андрея Кончаловского «Романс о влюбленных», но наступившие школьные экзамены помешали ему продолжить актёрскую карьеру. Предложенную ему роль сыграл Владимир Конкин.
Был сопродюсером с русской стороны в совместном международном проекте с балетом Евгения Панфилова «Russian seduction» («Русский соблазн»).
В 2013 году в Перми вновь решили экранизировать книгу Льва Давыдычева «Многотрудная, полная невзгод и опасностей жизнь Ивана Семёнова, второклассника и второгодника». Владимир Воробей должен был принять участие в работе в качестве сопродюсера и исполнителя роли дедушки, но проект не состоялся.
По состоянию на 2020 год является генеральным директором Пермского Дворца культуры имени Солдатова.

## Личная жизнь
По состоянию на 2016 год был женат, имел двух взрослых сыновей, старший также был женат, а младший был студентом юридического факультета госуниверситета. Жена работает в сфере высшего образования. Также есть две внучки. Ездит на автомобиле «Kia RIO». Любимое блюдо — жареная картошка, из напитков — морс клюквенный, кофе с молоком, хорошая водка. Любимые фильмы — «Однажды в Америке», «Зеркало» и гайдаевские комедии.

## Награды и призы
- Медаль ордена «За заслуги перед Отечеством» II степени (12 декабря 2022 года) — за большой вклад в развитие отечественной культуры и искусства, многолетнюю плодотворную деятельность[9]
- По решению жюри I Всесоюзного фестиваля телевизионных фильмов (1966) награждён подарком за исполнение главной роли в фильме «Три с половиной дня из жизни Ивана Семёнова — второклассника и второгодника»[10]

## Фильмография
- 1966 — «Три с половиной дня из жизни Ивана Семёнова — второклассника и второгодника» — Иван Семёнов
- 1967 — «Ташкент — город хлебный» — Миша Додонов
- 1969 — «Только три ночи» — Степан, сын Любы
- 1978 — «Свадебный венок, или Одиссея Иванка» — эпизод
- ? — «Аллюр два креста, или Гайдар в Перми» — беспризорник